# Гандбол на літніх Олімпійських іграх 2008
Змагання з гандболу на літніх Олімпійських іграх 2008 в Пекіні проходили з 9 по 24 серпня в Палаці спорту Олімпійського спорткомплекса і Державному палаці спорту Пекіна. Змагання розігрувалися як серед чоловіків, так і серед жінок. Національні олімпійські комітети могли виставляти по одній чоловічій і одній жіночій команді.

## Медалі
| Дисципліни | Золото | Срібло | Бронза |
| ---------- | --- | --- | --- |
| Чоловіки   | Франція (FRA) Люк Абало Жоель Абаті Седрік Бюрде Дідьє Дінар Жером Фернандез Bertrand Gille Ґійом Жиль Олів'є Жиро Мікаель Ґіґу Нікола Карабатич Дауда Карабуе Крістоф Камп Даніель Нарсісс Тьєррі Омеєр Седрік Паті                                                                     | Ісландія (ISL) Sturla Ásgeirsson Arnór Atlason Logi Geirsson Snorri Guðjónsson Hreiðar Guðmundsson Róbert Gunnarsson Björgvin Páll Gústavsson Ásgeir Örn Hallgrímsson Ingimundur Ingimundarson Sverre Andreas Jakobsson Alexander Petersson Guðjón Valur Sigurðsson Sigfús Sigurðsson Ólafur Stefánsson | Іспанія (ESP) Давид Барруфет Хон Белаустегуї Давид Давіс Альберто Ентерріос Рауль Ентерріос Рубен Гарабая Хуан Гарсія Хосе Хав'єр Омбрадос Деметріо Лозано Крістіан Мальмагро Карлос Прієто Альберт Рокас Ікер Ромеро Віктор Томас |
| Жінки      | Норвегія (NOR) Раґнгільд Омодт Каролін Дюре Брейванґ Маріт Малм Фрафйорд Гру Гаммерсенг Катрін Лунде Гаральдсен Карі Олвік Ґрінсбе Карі Метте Йогансен Тоньє Ларсен Крістін Лунде-Боргерсен Ельсе-Марте Сорліє Любекк Тоньє Нестволд Катя Нюберг Лінн-Крістін Ріґельгут Ґеріл Снорреґґен | Росія (RUS) Катерина Андрюшина Ірина Близнова Олена Дмитрієва Ганна Кареєва Катерина Маренникова Олена Польонова Ірина Полторацька Людмила Постнова Оксана Роменська Наталія Шипилова Марія Сидорова Інна Сусліна Емілія Турей Яна Ускова                                                               | Південна Корея (KOR) An Jung-Hwa Bae Min-Hee Choi Im-Jeong Hong Jeong-ho Huh Soon-Young Kim Cha-Youn Kim Nam-Sun Kim O-Na Lee Min-Hee Moon Pil-Hee Oh Seong-Ok Oh Yong-Ran Park Chung-Hee Song Hai-Rim                             |

## Команди-учасниці

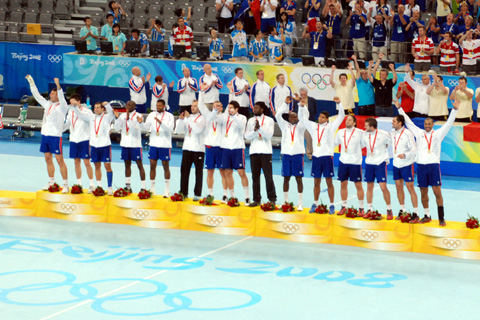
Збірна Франції отримує свої золоті медалі, 24 серпня 2008 року.

### Чоловіки
| Група A - Бразилія - КНР - Хорватія - Франція - Польща - Іспанія |  | Група B - Данія - Єгипет - Німеччина - Ісландія - Росія - Південна Корея |

### Жінки
| Група A - Ангола - КНР - Франція - Казахстан - Норвегія - Румунія |  | Група B - Бразилія - Німеччина - Угорщина - Росія - Південна Корея - Швеція |